# Cadillac ATS

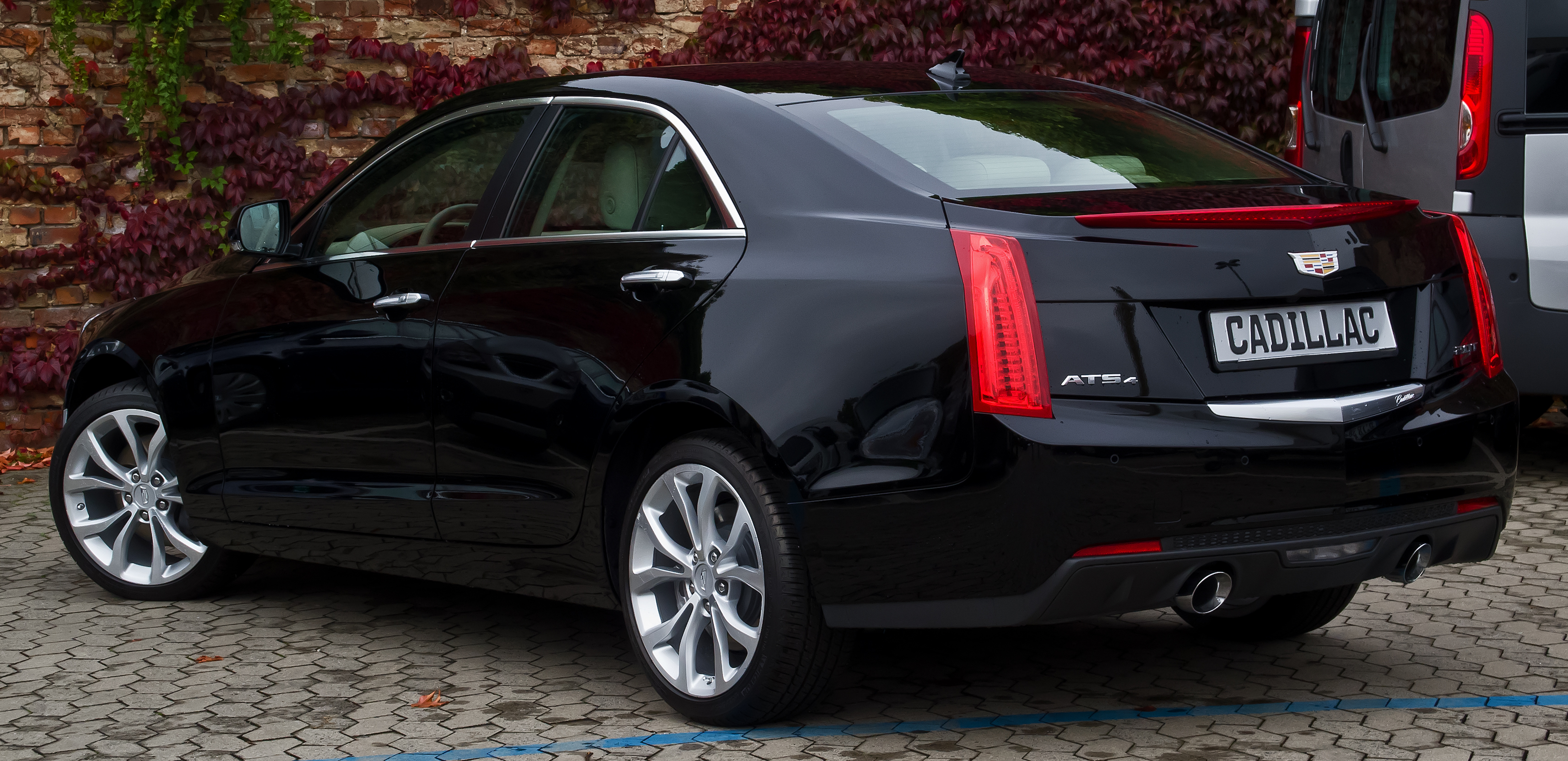
Heckansicht

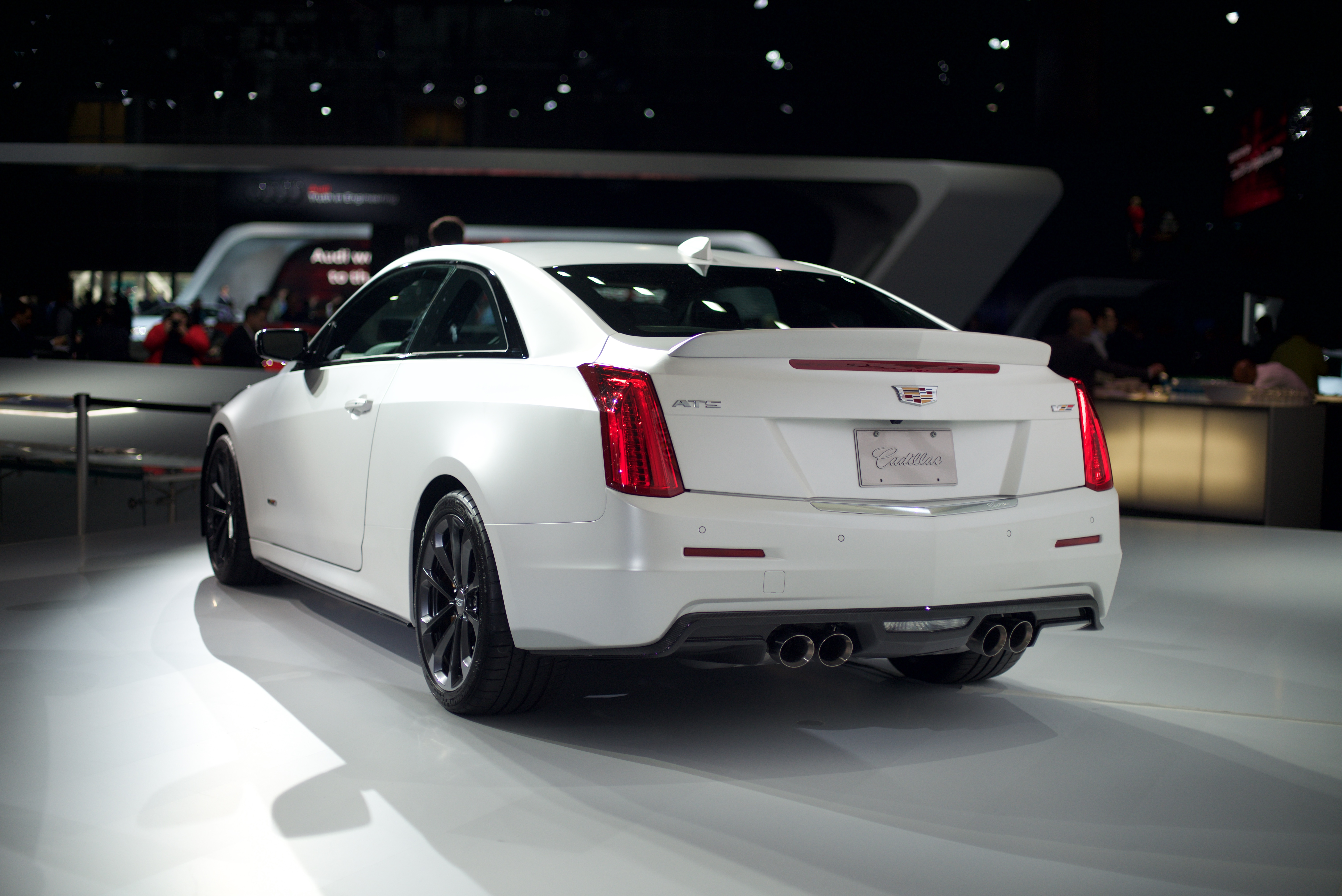
Cadillac ATS-V Coupé

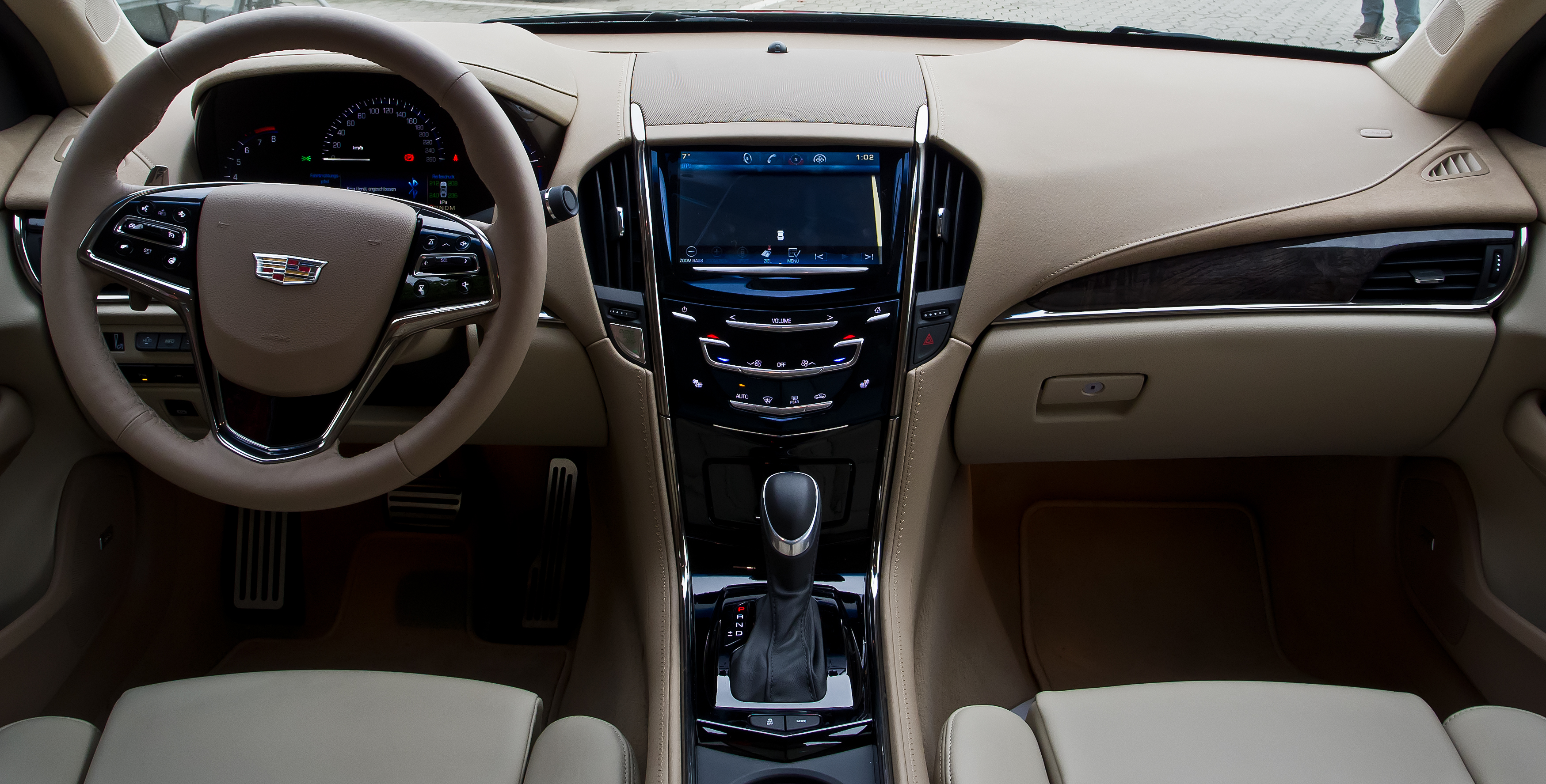
Innenraum

Der Cadillac ATS ist ein Mittelklasse-Modell der US-amerikanischen Fahrzeugmarke Cadillac aus dem General-Motors-Konzern, das im September 2012 auf den heimischen Markt kam. Die Langversion Cadillac ATS-L war zwischen 2014 und 2019 auf dem chinesischen Markt erhältlich.
Im Mai 2019 wurde das Nachfolgemodell CT4 vorgestellt.

## Konzeption und Produktion
Der Wagen ersetzte den Cadillac BLS. Anders als der BLS, welcher als Cadillac ursprünglich für Europa entwickelt worden war, ist der ATS auch für den US-Markt konzipiert. Das Fahrzeug mit Hinterradantrieb ist das erste Fahrzeug auf der neuen GM-Plattform Alpha. Diese Plattform ist eine Frontmotor-Hinterradantrieb-Architektur, die durch Verwendung von Leichtmetallen sowie besonderen Konstruktionsmerkmalen besonders gewichtsreduziert ist. Das Modell wird in der Lansing Grand River Assembly in Lansing montiert.
Vor dem ATS war der Cadillac CTS Cadillacs kleinstes Modell für den amerikanischen Markt. Dieser orientierte sich preislich an Audi A4, BMW 3er, Mercedes-Benz C-Klasse und Lexus IS, von der Größe aber am BMW 5er, da man bei General Motors fälschlicherweise davon ausging, dass Käufer dieser Autos ein Fahrzeug von der Größe eines 5ers zum Preis eines 3ers bevorzugen würden. Dies stellte sich jedoch als Irrtum heraus, da Kunden dieser Fahrzeuge kein größeres Auto wollten. Daher begann man bei General Motors mit der Entwicklung eines kleineren Modells, das dem Geschmack der Zielgruppe entsprechen sollte. Konzeptionell orientierte man sich dabei am BMW 3er der Baureihe E46, der den Entwicklern als dynamischste und am stärksten fahrerorientierte Iteration dieser Reihe galt.

## Modellgeschichte
Im Jahre 2009 wurde von GM bei einer Pressekonferenz ein damals zukünftiges Modell angekündigt das kleiner als der CTS sein sollte und in Form eines Design-Prototypen in Originalgröße gezeigt.
Der ATS wurde auf der North American International Auto Show (NAIAS) 2012 erstmals formal vorgestellt und kam im Jahre 2012 als 2013er Modell zunächst als Limousine auf den amerikanischen Markt. In China wurde die Limousine mit dem Standardradstand im 4. Quartal 2013 eingeführt. Im Sommer 2014 wurde für China die Variante ATS-L mit um 85 mm auf  verlängertem Radstand präsentiert und eingeführt. 2015 folgte eine auf der NAIAS 2014 formal erstmals gezeigte Coupéversion, während die Limousine eine leichte Modellpflege erhielt, bei der der Grill und das überarbeitete Cadillac-Emblem des Coupés übernommen wurden, das Aussehen des ATS-L wurde ebenfalls angepasst.
Mitte 2018 gab Cadillac bekannt, dass die Produktion der viertürige Stufenheckvariante für den nordamerikanischen Markt mit Ende des Modelljahrs 2018 eingestellt wird.

## ATS-V
Das Topmodell der Baureihe ist die, formal erstmals auf der LA Auto Show 2014 präsentierte, ATS-V-Version mit einer maximalen Leistung von 346 kW (470 PS) und einem maximalen Drehmoment von 603 Nm. Es wird aber kein V8-Motor wie beim größeren CTS-V verwendet, sondern der V6-Motor mit 3,6 Liter Hubraum und Twin-Turbolader. Die Turbinenräder der beiden Lader bestehen aus Titanaluminid, um die Massenträgheit niedrig zu halten. Beim Schalten mit dem, in Europa nicht erhältlichen, manuellen Sechsganggetriebe muss man das Gaspedal nicht mehr lupfen, denn die Elektronik regelt die Last automatisch herunter. Außerdem ist der ATS-V mit einem Achtstufen-Wandler-Automatikgetriebe erhältlich.
Der leistungsstärkste ATS wurde auch beim Fahrwerk überarbeitet. Gegenüber den leistungsschwächeren Modellen hat er eine straffere Abstimmung und versteifte Stabilisatoren. Verstärkte Verstrebungen vom Motorraum bis in den Unterboden sollen für eine 25 Prozent höhere Karosseriesteifigkeit sorgen. Elektronisch gesteuerte und damit variable bzw. adaptive Dämpfer („Magnetic Ride“) gehören zur Serienausstattung, wie auch die Brembo-Bremsen und die Recaro-Sportsitze. Auf Wunsch ist ein „Track-Package“ erhältlich, das die Masse dank CfK-Einsatz sowie einer speziellen Batterie noch weiter reduzieren soll. Den ATS-V gibt es entweder als Coupé oder als Limousine und soll hauptsächlich gegen den BMW M3 und den M4 antreten. Die Höchstgeschwindigkeit ist mit 304 km/h angegeben.
Im Modelljahr 2019 wird von Cadillac zum 15-jährigen Jubiläum der V-Series-Modelle für den ATS-V Coupé ein Sondermodell mit der Bezeichnung „Pedestal Edition“ angeboten.

## Sicherheit
Beim für das Modelljahr 2013 durchgeführten US-NCAP-Crashtest erhielt das Fahrzeug eine Gesamtwertung von fünf Sternen, bei dem als ATS-V für das Modelljahr 2017 eine  Gesamtwertung von vier Sternen.

## Motoren
In Deutschland wurde der ATS seit Ende 2012 zunächst nur mit dem 2,0-l-Turbomotor mit einer maximalen Leistung von 203 kW (276 PS) angeboten. Der ATS ist sowohl mit Hinterradantrieb und 6-Gang-Schaltgetriebe oder 6-Stufen-Automatikgetriebe oder mit Allradantrieb und 6-Stufen-Automatikgetriebe erhältlich.
Der ATS-L für China war anfangs mit einem 2,0-l-Turbomotor in zwei Motorisierungstufen erhältlich: als 25T mit einer maximalen Leistung von 169 kW und als 28T mit einer maximalen Leistung von 205 kW. Nach dem Facelift entfiel die Stufe 25T.
Als Motoren werden ein 2,5-l-Saugmotor mit einer maximalen Leistung von 151 kW (205 PS), ein 2,0-l-Turbomotor mit einer maximalen Leistung von 203 kW (276 PS), ein 3,6-l-V6-Motor mit einer maximalen Leistung von 239 kW (325 PS) und ein 3,6-l-V6-Twinturbomotor mit einer maximalen Leistung von 346 kW (470 PS) angeboten.

## Technische Daten
|                                          | 2.5                      | 25T (1)                  | 2.0 Turbo                 | 28T (1)                  | 3.6 V6                   | 3.6 V6 Performance       | 3.6 V6 Twin-Turbo        |
| ---------------------------------------- | ------------------------ | ------------------------ | ------------------------- | ------------------------ | ------------------------ | ------------------------ | ------------------------ |
| Motorbauart                              | R4                       | R4                       | R4                        | R4                       | V6                       | V6                       | V6                       |
| Motoraufladung                           |                          | Turbolader               | Turbolader                | Turbolader               |                          |                          | Biturbo-Aufladung        |
| Einbaulage                               | Vorn längs               | Vorn längs               | Vorn längs                | Vorn längs               | Vorn längs               | Vorn längs               | Vorn längs               |
| Ventile                                  | 4 pro Zylinder           | 4 pro Zylinder           | 4 pro Zylinder            | 4 pro Zylinder           | 4 pro Zylinder           | 4 pro Zylinder           | 4 pro Zylinder           |
| Nockenwellen                             |                          |                          |                           |                          | 4                        | 4                        | 4                        |
| Hubraum, cm³                             | 2457                     | 1998                     | 1998                      | 1998                     | 3564                     | 3649                     | 3564                     |
| max. Leistung, kW (PS) bei min−1         | 151 (205) bei 6300       | 169 bei 5500             | 203 (276) bei 5500        | 205 bei 5500             | 239 (325) bei 6800       | 247 (335) bei 6800       | 346 (470) bei 5850       |
| max. Drehmoment, Nm bei min−1            | 258 bei 4400             | 353 bei 2000–4000        | 353 bei 1700–5500         | 400 bei 2900–4600        | 371 bei 4800             | 386 bei 5300             | 603 bei 3500             |
| Getriebe, serienmäßig                    | 6-Gang-Automatikgetriebe | 6-Gang-Automatikgetriebe | 8-Gang-Automatikgetriebe  | 8-Gang-Automatikgetriebe | 6-Gang-Automatikgetriebe | 8-Gang-Automatikgetriebe | 8-Gang-Automatikgetriebe |
| Antrieb, serienmäßig                     | Hinterradantrieb         | Hinterradantrieb         | Hinterradantrieb          | Hinterradantrieb         | Hinterradantrieb         | Hinterradantrieb         | Hinterradantrieb         |
| Antrieb, optional                        | —                        |                          | (Allradantrieb)           |                          | —                        | —                        | —                        |
| Höchstgeschwindigkeit, km/h              | 220                      | 215                      | 240 (230)                 | 215–240                  | 304                      | 241                      | 304                      |
| Beschleunigung, 0–100 km/h               | 7,5 s                    | 7,1 s                    | 5,9 s (6,1 s)             | 6,2 s                    | 3,9 s                    | ca. 5,6 s                | 3,9 s                    |
| Kraftstoffverbrauch kombiniert, l/100 km | 8,3 Super                | 8,6 l Super              | 7,6–7,7 Super (7,9 Super) | 7,8 Super                | 12,0 Super               | 9,8 Super                | 11,4–11,6 Super          |
| CO2-Emissionen kombiniert, g/km          | 193                      | 193                      | 174–176 (181)             | 193                      | 265                      | 232                      | 260–265                  |
| Tankinhalt, l                            | 61                       | 62                       | 61                        | 62                       | 61                       | 61                       | 61                       |
| Kofferraum, l                            | 381                      |                          | 381                       |                          | 381                      | 381                      | 381                      |

- Werte in ( ) gelten für Fahrzeug mit Allradantrieb

## Zulassungszahlen
Vom Marktstart 2012 bis einschließlich Dezember 2018 sind in der Bundesrepublik Deutschland lediglich 292 Cadillac ATS neu zugelassen worden. Mit 74 Einheiten war 2015 das erfolgreichste Verkaufsjahr.
|  |

|  |

|  |

|  |

|  |

|  |

|  |

|  |

|  |

|  |

|  |

|  |

|  |

|  |

|  |

|  |

|  |

|  |

|  |

|  |

|  |

|  |

|  |

|  |

|  |

|  |

|  |

|  |

|  |

|  |

|  |

|  |

|  |

|  |

|  |

|  |

|  |

|  |

|  |

|  |

|  |

|  |

|  |

|  |

|  |

|  |

|  |

|  |

|  |

|  |

|  |

|  |

|  |

|  |

|  |

|  |

|  |

|  |

|  |

|  |

|  |

|  |

|  |

|  |

|  |

|  |

|  |

|  |

|  |

|  |

|  |

|  |

|  |

|  |

|  |

|  |

|  |

|  |

|  |

|  |

|  |

|  |

|  |

|  |

|  |

|  |

|  |

|  |

|  |

|  |

|  |

|  |

|  |

|  |

|  |

|  |

|  |

|  |

|  |

|  |

|  |

|  |

|  |

|  |

|  |

|  |

|  |

|  |

|  |

|  |

|  |

|  |

|  | Benziner (292) |

|  | Benziner (292) |

## Rennsport
2014 verkündete Cadillac, dass die Rennversion ATS-V.R den bisherigen Cadillac CTS-V-Rennwagen ablösen solle. Angetrieben wird der ATS-V.R von einem LF4.R-Motor, der Rennversion des 3,6-Liter-V6-Motor aus dem rennerprobten Cadillac CTS-Vsport. Dieser erreicht eine Leistung von 441 kW (600 PS) und ein Drehmoment von 705 Nm und war angepasst an die FIA GT3-Norm.